# كأس الخليج العربي 20
كان كأس الخليج العربي لكرة القدم 2010 النسخة العشرون من بطولة كأس الخليج الإثناسنوية، وجرت في عدن، اليمن، من 22 نوفمبر إلى 5 ديسمبر 2010. عقدت البطولة في اليمن للمرة الأولى في تاريخ البطولة، واحتفلت هذه النسخة بالذكرى السنوية الأربعين للكأس وكذلك الذكرى العشرين للبطولة.
لعبت المباراة الافتتاحية بين اليمن المضيف والسعودية في استاد 22 مايو في عدن.
فاز الكويت بالبطولة للمرة العاشرة في تاريخ الفريق، ضد السعودية صاحبة المركز الثاني مرتين على التوالي، بنتيجة 1–0 بعد أن شهدت المباراة الاحتكام إلى الوقت الإضافي.

## الفرق
شاركت 8 فرق في المسابقة.
- اليمن (المستضيف)
- عمان (حامل اللقب)
- البحرين
- العراق
- الكويت
- قطر
- السعودية
- الإمارات العربية المتحدة

## الأماكن
| المدن  | الأماكن       | السعة  | سنة البناء |
| ------ | ------------- | ------ | ---------- |
| عدن    | استاد 22 مايو | 30,000 | 2003       |
| زنجبار | ملعب الوحدة   | 30,000 | 2010       |

## تعويذة البطولة
تعويذة البطولة (أو بالأحرى الشعار الثانوي للبطولة) تصور يمني يرتدي الوزار اليمني التقليدي يستعرض كرة قدم أثناء ارتداء قبعة تتألف من ألوان العلم اليمني.
وقد ظهر التصميم في العديد من الحملات الإعلانية للمنافسة، فضلاً عن العديد من البرامج الحوارية، وبرز كرمز معروف جيداً للبطولة، أكثر من الشعار الأساسي للبطولة نفسه.

## القرعة
- أجريت قرعة المسابقة في 22 أغسطس 2010.
- قسمت ثمانية فرق إلى مجموعتين، وقع اليمن (البلد المضيف) في المجموعة أ، عمان (حامل اللقب) في المجموعة ب، فيما وضعت الفرق المتبقية في وعاء يستند إلى تصنيف الفيفا لشهر أغسطس 2010.

### التصنيف
| الوعاء | المنتخب                  | تصنيف الفيفا |
| أ      | اليمن (المستضيف)         | 109          |
| أ      | عمان (حامل اللقب)        | 81           |
| ب      | البحرين                  | 68           |
| ب      | السعودية                 | 70           |
| ج      | الكويت                   | 85           |
| ج      | الإمارات العربية المتحدة | 90           |
| د      | قطر                      | 98           |
| د      | العراق                   | 106          |

## مرحلة المجموعات
- جميع الأوقات حسب توقيت اليمن – ت ع م+3

### المجموعة أ
| فريق     | لعب | ف | ت | خ | له | عليه | ف.أ | نقاط |
| -------- | --- | - | - | - | -- | ---- | --- | ---- |
| الكويت   | 3   | 2 | 1 | 0 | 4  | 0    | +4  | 7    |
| السعودية | 3   | 1 | 2 | 0 | 5  | 1    | +4  | 5    |
| قطر      | 3   | 1 | 1 | 1 | 3  | 3    | 0   | 4    |
| اليمن    | 3   | 0 | 0 | 3 | 1  | 9    | −8  | 0    |

| اليمن | 0–4   | السعودية                                                   |
| ----- | ----- | ---------------------------------------------------------- |
|       | تقرير | المولد 4' · الشلهوب 58' · عسيري 72' (ركلة.) · السعيد 90+2' |

| الكويت   | 1–0   | قطر |
| -------- | ----- | --- |
| ناصر 28' | تقرير |     |

| السعودية | 0–0   | الكويت |
| -------- | ----- | ------ |
|          | تقرير |        |

| قطر            | 2–1   | اليمن       |
| -------------- | ----- | ----------- |
| المري 35'، 55' | تقرير | الورافي 17' |

| اليمن | 0–3   | الكويت                                |
| ----- | ----- | ------------------------------------- |
|       | تقرير | العتيقي 18' (ركلة.) · المطوع 34'، 69' |

| قطر        | 1–1   | السعودية             |
| ---------- | ----- | -------------------- |
| الغانم 84' | تقرير | شامي زاهر 89' (ه.ذ.) |

### المجموعة ب
| فريق                     | لعب | ف | ت | خ | له | عليه | ف.أ | نقاط |
| ------------------------ | --- | - | - | - | -- | ---- | --- | ---- |
| الإمارات العربية المتحدة | 3   | 1 | 2 | 0 | 3  | 1    | +2  | 5    |
| العراق                   | 3   | 1 | 2 | 0 | 3  | 2    | +1  | 5    |
| عمان                     | 3   | 0 | 3 | 0 | 1  | 1    | 0   | 3    |
| البحرين                  | 3   | 0 | 1 | 2 | 4  | 7    | −3  | 1    |

| عمان        | 1–1   | البحرين    |
| ----------- | ----- | ---------- |
| الحوسني 37' | تقرير | المشخص 67' |

| العراق | 0–0   | الإمارات العربية المتحدة |
| ------ | ----- | ------------------------ |
|        | تقرير |                          |

| الإمارات العربية المتحدة | 0–0   | عمان |
| ------------------------ | ----- | ---- |
|                          | تقرير |      |

| البحرين                    | 2–3   | العراق                         |
| -------------------------- | ----- | ------------------------------ |
| عايش 44' · عبد اللطيف 90+' | تقرير | عبد الزهرة 24'، 54' · هوار 90' |

| عمان | 0–0   | العراق |
| ---- | ----- | ------ |
|      | تقرير |        |

| الإمارات العربية المتحدة           | 3–1   | البحرين  |
| ---------------------------------- | ----- | -------- |
| خاطر 4' · ف. جمعة 8' · أ. جمعة 64' | تقرير | فتاي 35' |

## مرحلة خروج المغلوب
|  | نصف النهائي              | نصف النهائي |   |  | النهائي        | النهائي |  |
|  |                          |             |   |  |                |         |  |
|  | 2 ديسمبر – عدن           |             |   |  |                |         |  |
|  | الكويت (ج.)              | 2 (5)       |   |  |                |         |  |
|  | العراق                   | 2 (4)       |   |  |                |         |  |
|  |                          |             |   |  |                |         |  |
|  |                          |             |   |  | 5 ديسمبر – عدن |         |  |
|  |                          |             |   |  | الكويت         | 1       |  |
|  |                          | السعودية    | 0 |  |                |         |  |
|  |                          |             |   |  |                |         |  |
|  |                          |             |   |  |                |         |  |
|  |                          |             |   |  |                |         |  |
|  | 2 ديسمبر – عدن           |             |   |  |                |         |  |
|  | الإمارات العربية المتحدة | 0           |   |  |                |         |  |
|  | السعودية                 | 1           |   |  |                |         |  |

### نصف النهائي
| الكويت                 | 2–2 (ب.و.إ.) | العراق                   |
| ---------------------- | ------------ | ------------------------ |
| المطوع 1' · العنزي 58' | تقرير        | هوار 6' · عبد الزهرة 14' |

| الإمارات العربية المتحدة | 0–1   | السعودية |
| ------------------------ | ----- | -------- |
|                          | تقرير | عباس 55' |

### النهائي
| الكويت  | 1–0 (ب.و.إ.) | السعودية |
| ------- | ------------ | -------- |
| علي 93' | تقرير        |          |

## الفائز
| فائز كأس الخليج العربي لكرة القدم 2010 |
| -------------------------------------- |
| · الكويت · للمرة العاشرة               |

## مسجلي الأهداف
3 أهداف
- علاء عبد الزهرة
- بدر المطوع

هدفين
- هوار ملا محمد
- جار الله المري

هدف
- فوزي عايش
- إسماعيل عبد اللطيف
- إبراهيم المشخص
- عبد الله فتاي
- جراح العتيقي
- يوسف ناصر
- فهد العنزي
- وليد علي
- عماد الحوسني
- إبراهيم الغانم
- أحمد عباس
- أسامة المولد
- محمد الشلهوب
- مهند عسيري
- مشعل السعيد
- سبيت خاطر
- فارس جمعة
- أحمد جمعة
- أكرم الورافي

هدف ذاتي
- حامد شامي زاهر (لصالح السعودية)

## إحصائيات الفرق
يظهر هذا الجدول أداء كل فريق.
| مركز                     | فريق                     | لعب | ف | ت | خ | له | عليه | ف.أ | نقاط |
| ------------------------ | ------------------------ | --- | - | - | - | -- | ---- | --- | ---- |
| المرحلة النهائية         |                          |     |   |   |   |    |      |     |      |
| 1                        | الكويت                   | 5   | 3 | 2 | 0 | 7  | 2    | +5  | 11   |
| 2                        | السعودية                 | 5   | 2 | 2 | 1 | 6  | 2    | +4  | 8    |
| 3                        | العراق                   | 4   | 1 | 3 | 0 | 5  | 4    | +1  | 6    |
| 4                        | الإمارات العربية المتحدة | 4   | 1 | 2 | 1 | 3  | 2    | +1  | 5    |
| أقصوا في مرحلة المجموعات |                          |     |   |   |   |    |      |     |      |
| 5                        | قطر                      | 3   | 1 | 1 | 1 | 3  | 3    | 0   | 4    |
| 6                        | عمان                     | 3   | 0 | 3 | 0 | 1  | 1    | 0   | 3    |
| 7                        | البحرين                  | 3   | 0 | 1 | 2 | 4  | 7    | −3  | 1    |
| 8                        | اليمن                    | 3   | 0 | 0 | 3 | 1  | 9    | −8  | 0    |

## مجموع الأهداف حسب الفريق
| 7 أهداف - الكويت 6 أهداف - السعودية 5 أهداف - العراق 4 أهداف - البحرين 3 أهداف - قطر - الإمارات العربية المتحدة هدف - عمان - اليمن |

## معلومات عامة
- للمرة الأولى في تاريخ البطولة لعبت جميع المباريات على أرضية العشب الاصطناعي.
- تم بيع حقوق البث لهذه البطولة بأعلى سعر على الإطلاق في تاريخ كأس الخليج إلى أبوظبي الرياضية في صفقة تبلغ قيمتها 560 مليون دولار.[6]
- للمرة الثالثة على التوالي أخفق البطل السابق للبطولة في اجتياز مرحلة المجموعة بعد أن فشلت عمان فائزة 2009 بالتأهل للمربع الذهبي.
- تم تحطيم رقم علي الحبسي الفائز بجائزة أفضل حارس مرمى 4 مرات على التوالي بعد أن فاز نواف الخالدي لاعب الكويت بالجائزة لغياب الحبسي عن المنافسة.

## روابط خارجية
- موقع كأس الخليج نسخة محفوظة 5 فبراير 2006 على موقع واي باك مشين.
- موقع كأس الخليج